# Пет Фаллун
Пет Фаллун (англ. Pat Falloon, нар. 22 вересня 1972, Фоксворрен, Манітоба) — колишній канадський хокеїст, що грав на позиції крайнього нападника. Грав за збірну команду Канади.
Провів понад 600 матчів у Національній хокейній лізі. 

## Ігрова кар'єра
Хокейну кар'єру розпочав 1988 року виступами за команду «Спокан Чифс» у ЗХЛ.
1991 року був обраний на драфті НХЛ під 2-м загальним номером командою «Сан-Хосе Шаркс». 
Протягом професійної клубної ігрової кар'єри, що тривала 11 років, захищав кольори команд «Спокан Чифс», «Сан-Хосе Шаркс», «Філадельфія Флаєрс», «Оттава Сенаторс», «Едмонтон Ойлерс», «Піттсбург Пінгвінс» та «Давос».
Загалом провів 641 матч у НХЛ, включаючи 66 ігор плей-оф Кубка Стенлі.
Виступав за збірну Канади.

## Нагороди та досягнення
- Чемпіон світу серед молодіжних команд 1991.

## Статистика
| Сезон        | Клуб                 | Ліга         | Регулярний сезон | Регулярний сезон | Регулярний сезон | Регулярний сезон | Регулярний сезон | Плей-оф | Плей-оф | Плей-оф | Плей-оф | Плей-оф |
| Сезон        | Клуб                 | Ліга         | І                | Г                | П                | О                | ШХ               | І       | Г       | П       | О       | ШХ      |
| ------------ | -------------------- | ------------ | ---------------- | ---------------- | ---------------- | ---------------- | ---------------- | ------- | ------- | ------- | ------- | ------- |
| 1988–89      | «Спокан Чифс»        | ЗХЛ          | 72               | 22               | 56               | 78               | 41               | —       | —       | —       | —       | —       |
| 1989–90      | «Спокан Чифс»        | ЗХЛ          | 71               | 60               | 64               | 124              | 48               | 6       | 5       | 8       | 13      | 4       |
| 1990–91      | «Спокан Чифс»        | ЗХЛ          | 61               | 64               | 74               | 138              | 33               | 15      | 10      | 14      | 24      | 10      |
| 1991–92      | «Сан-Хосе Шаркс»     | НХЛ          | 79               | 25               | 34               | 59               | 16               | —       | —       | —       | —       | —       |
| 1992–93      | «Сан-Хосе Шаркс»     | НХЛ          | 41               | 14               | 14               | 28               | 12               | —       | —       | —       | —       | —       |
| 1993–94      | «Сан-Хосе Шаркс»     | НХЛ          | 83               | 22               | 31               | 53               | 18               | 14      | 1       | 2       | 3       | 6       |
| 1994–95      | «Сан-Хосе Шаркс»     | НХЛ          | 46               | 12               | 7                | 19               | 25               | 11      | 3       | 1       | 4       | 0       |
| 1995–96      | «Сан-Хосе Шаркс»     | НХЛ          | 9                | 3                | 0                | 3                | 4                | —       | —       | —       | —       | —       |
| 1995–96      | «Філадельфія Флаєрс» | НХЛ          | 62               | 22               | 26               | 48               | 6                | 12      | 3       | 2       | 5       | 2       |
| 1996–97      | «Філадельфія Флаєрс» | НХЛ          | 52               | 11               | 12               | 23               | 10               | 14      | 3       | 1       | 4       | 2       |
| 1997–98      | «Філадельфія Флаєрс» | НХЛ          | 30               | 5                | 7                | 12               | 8                | —       | —       | —       | —       | —       |
| 1997–98      | «Оттава Сенаторс»    | НХЛ          | 28               | 3                | 3                | 6                | 8                | 1       | 0       | 0       | 0       | 0       |
| 1998–99      | «Едмонтон Ойлерс»    | НХЛ          | 82               | 17               | 23               | 40               | 20               | 4       | 0       | 1       | 1       | 4       |
| 1999–00      | «Едмонтон Ойлерс»    | НХЛ          | 33               | 5                | 13               | 18               | 4                | —       | —       | —       | —       | —       |
| 1999–00      | «Піттсбург Пінгвінс» | НХЛ          | 30               | 4                | 9                | 13               | 10               | 10      | 1       | 0       | 1       | 2       |
| 2000–01      | «Давос»              | НЦШ          | 43               | 12               | 26               | 38               | 49               | 4       | 1       | 0       | 1       | 2       |
| Усього в НХЛ | Усього в НХЛ         | Усього в НХЛ | 575              | 143              | 179              | 322              | 141              | 66      | 11      | 7       | 18      | 16      |